# 787-й отдельный разведывательный артиллерийский дивизион
787-й отдельный разведывательный артиллерийский дивизион Резерва Главного Командования — воинское формирование Вооружённых Сил СССР, принимавшее участие в Великой Отечественной войне.
Сокращённое наименование — 787-й орадн РГК.

## История
Сформирован в г. Архангельск 5 мая 1942г. на основании Директивы Оргмоботдела Архангельского военного округа №м1/001852 от 29 апреля 1942 года. Формирование произведено путем выделения из состава 310-го пап разведывательного артиллерийского дивизиона в полном составе и преобразование его в отдельный дивизион. В действующей армии с 05.11.1942 по 06.06.1944.
В ходе Великой Отечественной войны вёл артиллерийскую разведку в интересах артиллерии соединений  39-й армии Калининского , 1-го Прибалтийского , Западного и 3-го Белорусского  фронтов.
6 июня 1944 года в соответствии с приказом НКО СССР от 16 мая 1944 года №0019, директивы заместителя начальника Генерального штаба РККА от 22 мая 1944 г. №ОРГ-2/476 787-й орадн обращён на формирование 139-й пабр 39-й армии .

## Состав
до октября 1943 года
- Штаб
- Хозяйственная часть
- батарея звуковой разведки (БЗР)
- батарея топогеодезической разведки (БТР)
- взвод оптической разведки  (ВЗОР)
- артиллерийский метеорологический взвод (АМВ)
- фотограмметрический взвод (ФГВ)
- хозяйственный взвод

с октября 1943 года
- Штаб
- Хозяйственная часть
- 1-я батарея звуковой разведки (1-я БЗР)
- 2-я батарея звуковой разведки (2-я БЗР)
- батарея топогеодезической разведки (БТР)
- взвод оптической разведки (ВЗОР)
- фотограмметрический взвод (ФГВ)
- хозяйственный взвод

## Подчинение
| Дата                | Фронт                   | Армия      | Корпус | Дивизия | Бригада | Примечания |
| ------------------- | ----------------------- | ---------- | ------ | ------- | ------- | ---------- |
| 5.11.42 -20.10.43г. | Калининский фронт       | 39-я армия | -      | -       | -       | -          |
| 20.10.43 -20.01.44г | 1-й Прибалтийский фронт | 39-я армия | -      | -       | -       | -          |
| 20.01.44-24.04.44г. | Западный фронт          | 39-я армия | -      | -       | -       | -          |
| 24.04.44-6.06.44г   | 3-й Белорусский фронт   | 39-я армия | -      | -       | -       | -          |

## Командование дивизиона
Командир дивизиона
- капитан Тереховский Андрей Викторович
- майор Трубицын Василий Васильевич
- майор Худыно Николай Васильевич
- капитан Снисаренко Николай Яковлевич

Начальник штаба дивизиона
- ст. лейтенант ,капитан Воробьёв Алексей Михайлович
- капитан Кондаков Павел Дмитриевич

Заместитель командира дивизиона по политической части
- батальонный комиссар, майор Васильев Петр Алексеевич

Помощник начальника штаба дивизиона
- ст. лейтенант Сачков Николай Фёдорович

Помощник командира дивизиона по снабжению
- капитан Косов Николай Иосифович

## Командиры подразделений дивизиона
Командир  БЗР(до 10.1943г.)
- техник- лейтенант Моспаненко Александр Сидорович

Командир 1-й БЗР
- лейтенант, ст. лейтенант Ивашкин Алексей Петрович

Командир 2-й БЗР
- техник- лейтенант Моспаненко Александр Сидорович
- ст. лейтенант Карев Иван Васильевич

Командир БТР
- ст. лейтенант Курилов Николай Ульянович

Командир ВЗОР
- ст. лейтенант Александров Виталий Александрович

Командир ФГВ